# Лемуроподобен пръстенчатоопашат посум
Лемуроподобен пръстенчатоопашат посум (Hemibelideus lemuroides) е вид бозайник от семейство Pseudocheiridae, единствен представител на род Hemibelideus. Видът е почти застрашен от изчезване.

## Разпространение и местообитание
Разпространен е в Австралия.